# 羽後町立羽後病院
羽後町立羽後病院（うごちょうりつうごびょういん）は、秋田県雄勝郡羽後町西馬音内にある、羽後町が設置した公立の医療機関である。

## 概要
秋田県の町村の中で唯一単独の町が運営する公立の病院である。羽後町内の全域に送迎バスを巡回させるなど、きめの細かいサービスを提供している。

## 沿革
- 1949年（昭和24年）7月1日 - 雄勝郡西部7ヶ町村国民健康保険団体連合会羽後病院[注釈 1]として、雄勝郡西馬音内町に開設。
- 1955年（昭和30年）4月1日 - 西馬音内町が町村合併で羽後町となり、同時に当病院も羽後町立羽後病院と改称する。
- 1968年（昭和43年） - 鉄筋コンクリート4階建ての新病棟が完成する。
- 1996年（平成8年）4月 - 新築工事が3月に完成し、MRIを新たに導入して診療を開始する。

## 保険指定施設
- 保険医療機関
- 労災保険指定医療機関
- 生活保護法指定医療機関
- 指定自立支援医療機関（更生医療・育成医療・精神通院医療）
- 身体障害者福祉法指定医の配置されている医療機関
- 臨床修練指定病院
- 生活保護法指定介護機関
- 特定疾患治療研究事業委託医療機関

## 診療科等
- 内科
- 循環器科
- 消化器科
- 外科
- 整形外科
- 眼科
- 耳鼻咽喉科
- 脳神経外科
- 泌尿器科
- リハビリテーション科

## 認定専門医人数
専門医の人数はあきた医療情報ネットワークが公開している数値による。
- 公益社団法人 日本整形外科学会 整形外科専門医 2人
- 一般社団法人 日本消化器内視鏡学会 消化器内視鏡専門医 1人
- 一般社団法人 日本リウマチ学会 リウマチ専門医 1人
- 一般社団法人 日本外科学会 外科専門医 2人
- 一般社団法人 日本循環器学会 循環器専門医 1人

## 交通アクセス
- 路線バス : 羽後交通 橋場前バス停
  - 西馬音内線 : 雄勝中央病院 - 湯沢駅前 - 橋場 - 元西小学校前
- 送迎バス「たかせ号」（町内を巡回）[1]
  - 平日の運行で、曜日によりコースが設定されている。
- 車 : 駐車場250台、無料
  - 湯沢市方面から国道398号経由
  - 湯沢市院内方面から秋田県道311号羽後雄勝線経由
  - 由利本荘市方面から国道107号・国道398号経由、または秋田県道57号十文字羽後鳥海線経由